# 국도 제226호선 (일본)

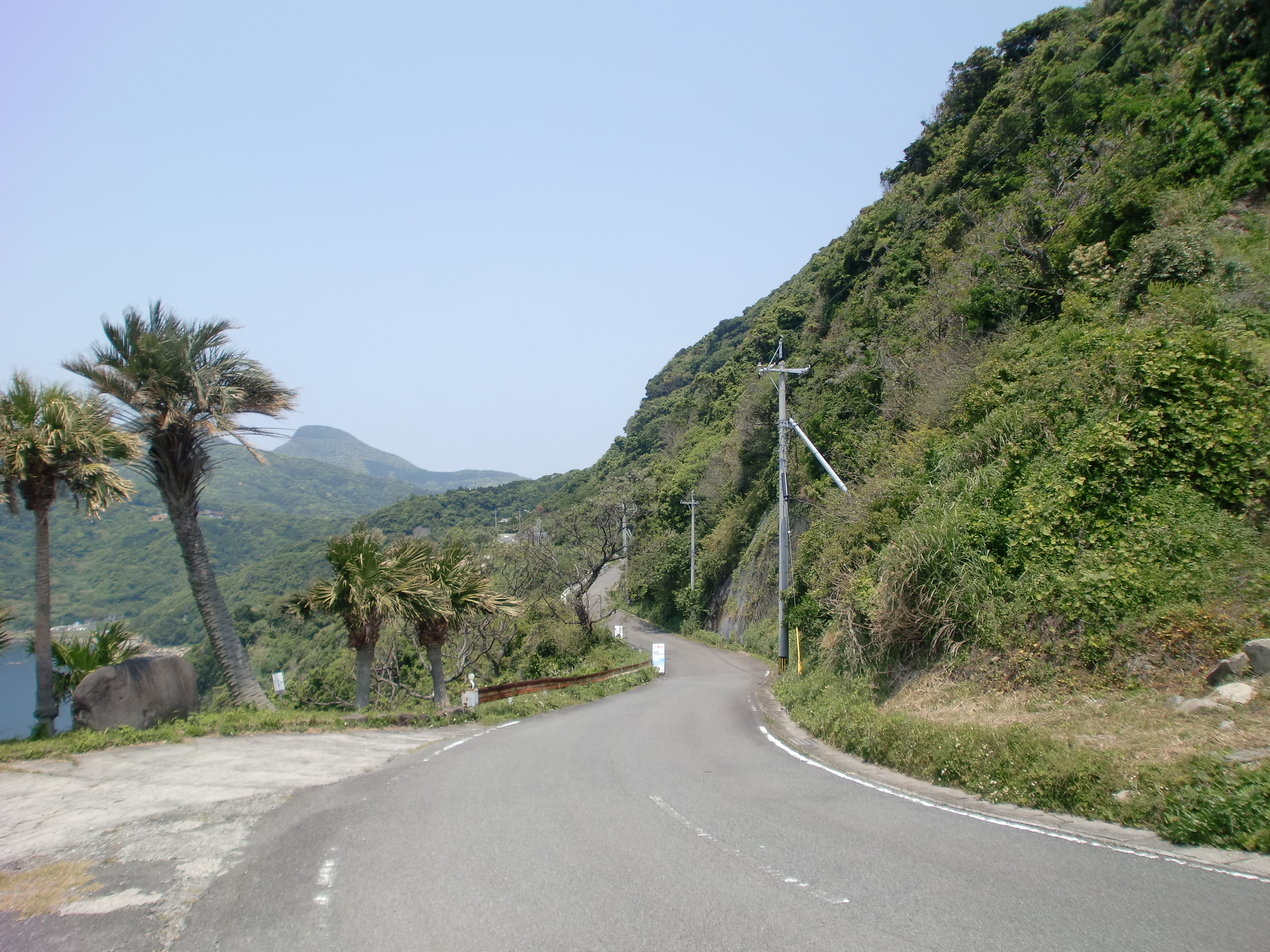
구로세 해안가 부근에서 노마곶 방향으로 바라보는 모습. (미나미사쓰마시 가타우라 일대)

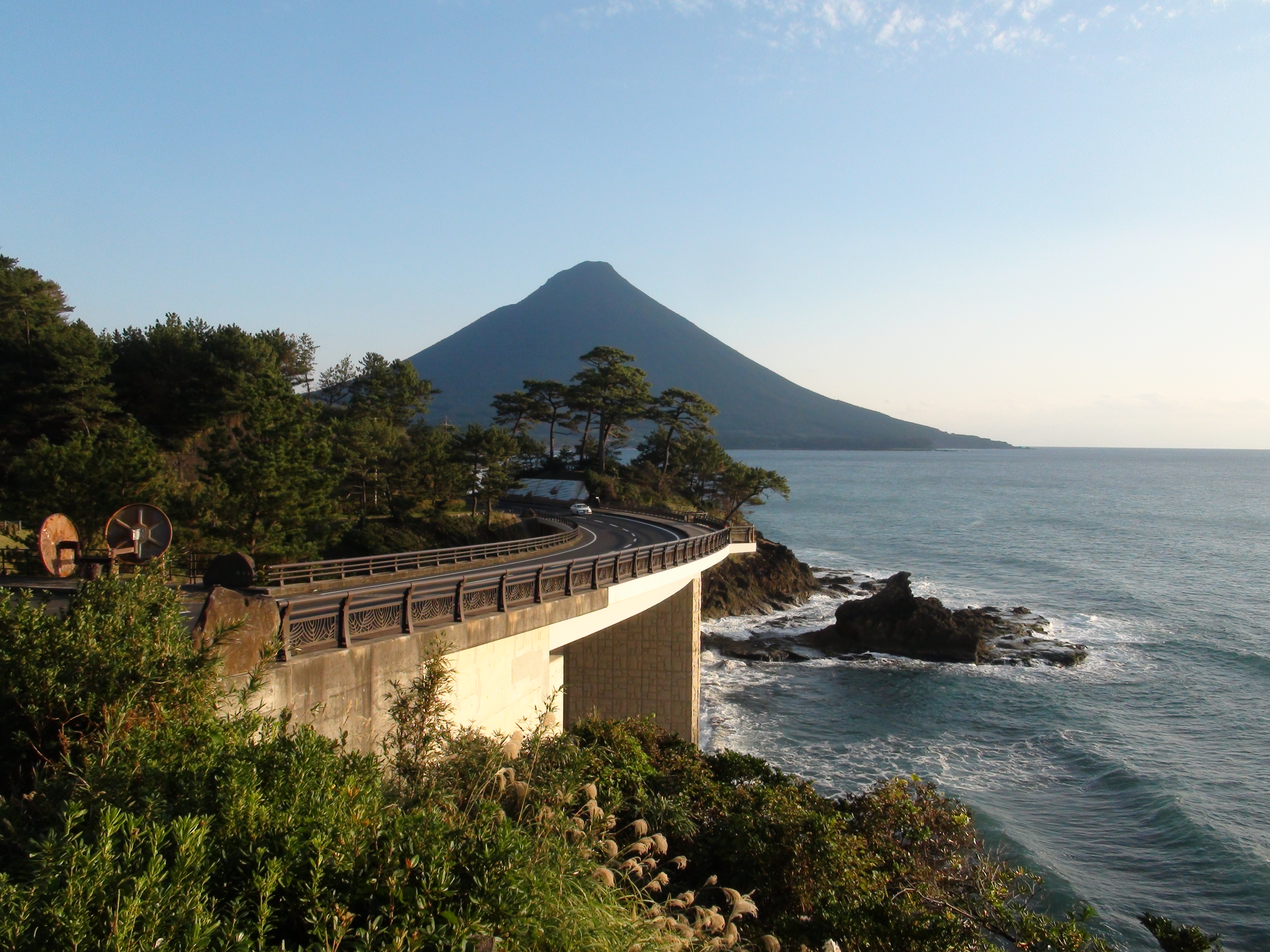
가이몬다케를 바라보는 방향. (미나미큐슈시 에이초코리)

국도 제226호선(일본어: 国道226号)은 일본 가고시마현 미나미사쓰마시에서 가고시마시까지 이어주는 총 연장 147.7 km, 실제 연장 133.2 km, 현도 130.1 km의 거리를 가진 일반 국도 노선이다. 그러나 이 도로는 사쓰마반도 남부 연안을 통과하고 있는 특이한 도로이기도 하다.

## 노선 정보
- 기점 : 가세다시[1] (시역소 앞 교차로 : 국도 제270호선과 교차)
- 종점 : 가고시마시 (데루쿠니 신사 앞 교차로 : 국도 제3호선, 국도 제10호선, 국도 제225호선과 교차)
- 총 연장 : 147.7 km
- 중용 연장 : 14.5 km
- 실제 연장 : 133.2 km
  - 현도 : 130.1 km
  - 구도 : 3.0 km

## 연혁
- 1953년 5월 18일 : 2급 국도 제226호 마쿠라자키 이부스키 가고시마(마쿠라자키시 - 이부스키시 - 가고시마시) 선으로 지정 시행.
- 1965년 4월 1일 : 도로 개정에 따라 1, 2급 구분이 폐지됨과 동시에 국도 제226호선으로 재지정.
- 1993년 4월 1일 : 기점을 연신하여 일반국도 제226호선은 가세다시까지 연장되는 형태로 지정 시행.

## 노선 개황

### 미치노에키
- 이부스키(일본어판)
- 기레(일본어판)

### 특수 통행 규제 구간
| 구간                                                                            | 거리   | 규제 내용                                             | 위험 내용 |
| ------------------------------------------------------------------------------- | ------ | ----------------------------------------------------- | --------- |
| 가고시마현 가고시마시 기레마에노하마초 - 가고시마현 가고시마시 기레마에노하마초 | 1.0 km | 월파가 있어 통행하기가 위험하다고 판단될 경우에 한함. | 파랑      |

## 지리

### 통과하는 지자체
- 가고시마현
  - 미나미사쓰마시 - 마쿠라자키시 - 미나미큐슈시 - 이부스키시 - 가고시마시

### 접속하는 도로
국도
- 국도 제270호선
- 국도 제225호선
- 국도 제269호선
- 국도 제448호선
- 국도 제3호선
- 국도 제10호선

현도 (가고시마현도)
- 가고시마현도 제29호선
- 가고시마현도 제20호선
- 가고시마현도 제272호선
- 가고시마현도 제271호선
- 가고시마현도 제270호선
- 가고시마현도 제269호선
- 가고시마현도 제32호선
- 가고시마현도 제266호선
- 가고시마현도 제34호선
- 가고시마현도 제262호선
- 가고시마현도 제234호선
- 가고시마현도 제236호선
- 가고시마현도 제28호선
- 가고시마현도 제243호선
- 가고시마현도 제242호선
- 가고시마현도 제241호선
- 가고시마현도 제238호선
- 가고시마현도 제240호선
- 가고시마현도 제239호선
- 가고시마현도 제233호선
- 가고시마현도 제23호선
- 가고시마현도 제219호선
- 가고시마현도 제212호선
- 가고시마현도 제19호선
- 가고시마현도 제22호선
- 가고시마현도 제218호선
- 가고시마현도 제216호선
- 가고시마현도 제21호선
- 가고시마현도 제24호선
- 가고시마현도 제25호선

### 접속하는 철도
- 이부스키마쿠라자키 선